# 운길산
운길산(雲吉山)은 대한민국 경기도 남양주시에 있는 높이 610m의 산이다.

## 사찰
- 수종사

## 등산로
- 운길산역 - 조안보건지소 - 수종사 - 운길산
- 연세중학교 - 이덕현 집터-  수종사(43분) - 운길산

## 같이 보기
- 한국의 산